# Веселин Маслеша (филм из 1981)
„Веселин Маслеша” је југословенски ТВ филм из 1981. године. Режирао га је Сулејман Купусовић а сценарио су написали Јан Беран и Абдулах Сидран.

## Улоге
| Глумац            | Улога           |
| ----------------- | --------------- |
| Миралем Зупчевић  | Веселин Маслеша |
| Жана Јовановић    | Митра Митровић  |
| Ферид Караица     |                 |
| Владо Керошевић   |                 |
| Бранко Личен      |                 |
| Јадранка Матковић |                 |
| Миодраг Митровић  | Моша Пијаде     |
| Јосип Пејаковић   |                 |